# Sourans
Sourans é uma comuna francesa na região administrativa de Borgonha-Franco-Condado, no departamento de Doubs. Estende-se por uma área de 4,2 km². Em 2010 a comuna tinha 120 habitantes (densidade: 28,6 hab./km²).